# Джевиця (Любуське воєводство)
Джевиця (пол. Drzewica, нім. Drewitz) — село в Польщі, у гміні Битниця Кросненського повіту Любуського воєводства.
Населення — 111 осіб (2011).
У 1975-1998 роках село належало до Зеленогурського воєводства.

## Демографія
Демографічна структура станом на 31 березня 2011 року:
|          | Загалом | Допрацездатний вік | Працездатний вік | Постпрацездатний вік |
| -------- | ------- | ------------------ | ---------------- | -------------------- |
| Чоловіки | 51      | 7                  | 39               | 5                    |
| Жінки    | 60      | 14                 | 30               | 16                   |
| Разом    | 111     | 21                 | 69               | 21                   |